# 유디코

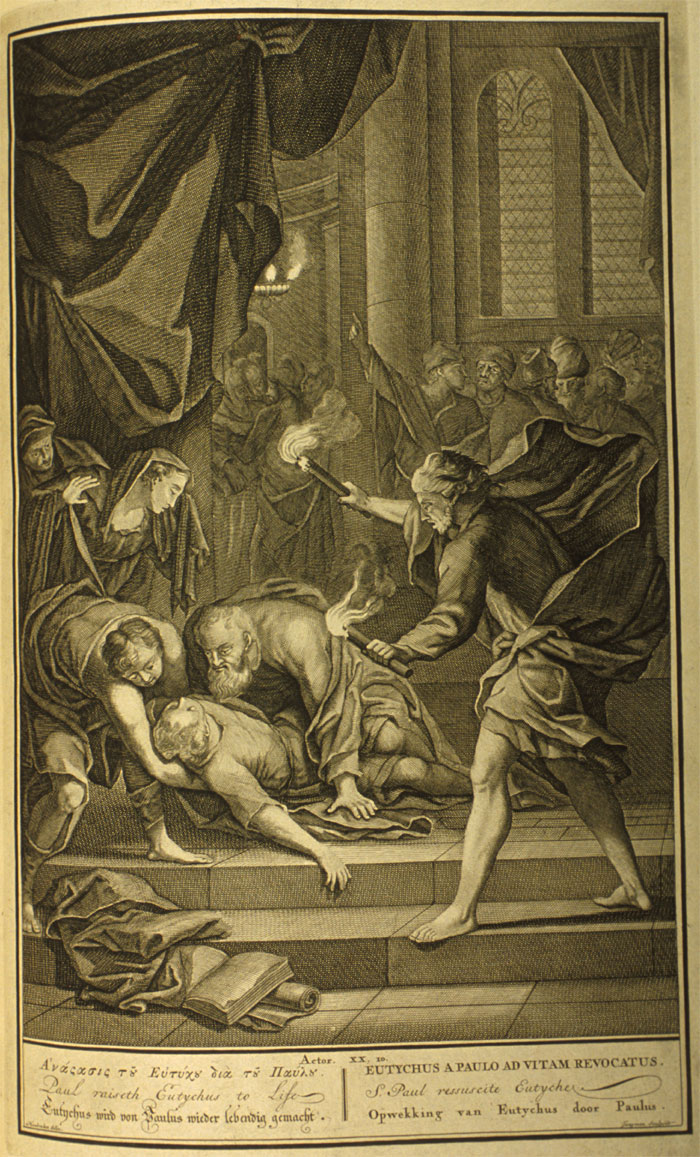
바울이 유디코를 살려 일으키다, 1728년의 성경 삽화(Figures de la Bible)

유디코(공동번역), 유두고(개신교), 에우티코스(가톨릭)/ˈjuːtɪkəs/는 트로아스에서 사도 바울로의 회중으로 있던 젊은 청년이다. 그에 대한 언급은 사도행전 20장 7-12절에서 등장하는데, 이는 다음과 같다.
7안식일 다음 날, 우리는 주의 만찬을 나누려고 한자리에 모였다. 바울로는 그 이튿날 떠나기로 되어 모인 사람들과 밤이 깊도록 오래 이야기를 나누었다. 8우리가 모여 있던 위층 방에는 등불이 많이 켜져 있었다. 9그 때 유디코라는 청년이 창문에 걸터앉아 있었는데 바울로의 이야기가 너무 오래 계속되자 졸음을 이기지 못하여 마침내 깊이 잠이 들었다가 그만 삼층에서 땅으로 떨어졌다. 사람들이 일으켜보니 그는 이미 죽어 있었다. 10바울로가 내려가서 그 청년을 부둥켜 안고 사람들에게 "걱정하지 마시오. 아직 살아 있소." 하고 말하였다. 11바울로는 다시 위층으로 올라가 빵을 떼어 나누어 먹으면서 날이 밝도록 오래 이야기하다가 떠나갔다. 12한편 사람들은 살아난 청년을 집으로 데리고 가며 한없는 위로를 받았다.— 공동번역 성경, 행 20:7-12

비록 윌리암 바클레이와 프레드릭 페비 브루스를 비롯한 일부 학자들은 유디코가 저 때 죽지 않았었다고 주장하지만, 이에 대응하여 웨인 잭슨(Wayne Jackson)은 다음의 사실을 열거하였다. 첫째로 의사(골 4:14) 루가가 유디코를 두고 "일으켜보니 죽어있었다"(고대 그리스어: ἤρθη νεκρός, erthe nekros)라고 기록하고 있으며, 둘째로 바울이 그를 부둥켜 안은 뒤 "생명이 '아직' 그에게 있다"고 말하지 않고 그냥 "생명이 그에게 있다"(고대 그리스어: ἡ γὰρ ψυχὴ αὐτοῦ ἐν αὐτῷ ἐστιν, he gar psuche autou en auto estin)고 말했으며, 셋째로 사람들이 "살아난 청년"을 데리고 "적지 않게 위로를 받았다"고 언급된 부분은 유디코가 죽지 않았으면 성립되지 않는 말이며, 넷째로 루가는 사도행전 14장 19절에서 볼 수 있듯이 아직 죽지 않은 상태인 사람을 "죽은 줄 알고"(고대 그리스어: νομισαντες αυτον τεθναναι) 구분하여 적은 이력이 있음에도 본문에서는 죽었다고 분명히 서술하고 있다는 점을 들었다. 어쨌든 유디코는 삼층에서 떨어진 것으로부터 완전히 회복되었고, 바울로가 이 사고 현장에 함께 있었음은 본문의 중요성을 보여주는 것이다.
유디코(Eutychus)라는 이름은 "행운아"라는 뜻이다.

## 읽을 거리
- Barclay, William (1955), The Acts of the Apostles (Philadelphia: Westminster Press).
- Bock, Darrell L. (2007), "Acts: Baker Exegetical Commentary on the New Testament" (Ada, Michigan: Baker Publishing Group)
- Bruce, F.F. (1977), Paul: Apostle of the Heart Set Free (Grand Rapids: Eerdmans).
- Oster, Richard (1979), The Acts of the Apostles, Part II (Austin, Texas: Sweet Publishing Company).